# Північно-Кавказька Радянська Республіка
44°03′00″ пн. ш. 43°04′00″ сх. д. / 44.05° пн. ш. 43.066667° сх. д.
Північно-Кавказька Соціалістична Радянська Республіка (рос. Северо-Кавказская Социалистическая Советская Республика) — більшовицьке державне утворення, що існувало на Північному Кавказі та Кубані з 7 липня по грудень 1918 р. Виникло у результаті об'єднання Кубано-Чорноморської, Ставропольської й Терської радянських республік. Столиця — Катеринодар (тепер — Краснодар).
У серпні 1918 року більшовики були вибиті з Катеринодару Добровольчою армією, до складу якої увійшли загони Кубанської народної республіки. Наприкінці 1918 увесь Північний Кавказ було зайнято Білою армією, і республіка припинила існування.

## Ресурси Інтернету
- Велика Радянська Енциклопедія[недоступне посилання з липня 2019]